# Anomala lutea
Anomala lutea är en skalbaggsart som beskrevs av Johann Christoph Friedrich Klug 1855. Anomala lutea ingår i släktet Anomala och familjen Rutelidae. Inga underarter finns listade i Catalogue of Life.